# 沙副棘鮃
沙副棘鮃為輻鰭魚綱鰈形目鰈亞目牙鮃科的其中一種，為熱帶海水魚，分布於西大西洋區，從美國佛羅里達東南方至巴西海域，棲息深度46-366公尺，體長可達20公分，棲息在海灣、潟湖等淺水域，生活習性不明。

## 扩展阅读
- 維基物種上的相關：沙副棘鮃